# In Praise of Learning
| Recensione       | Giudizio        |
| ---------------- | --------------- |
| AllMusic         | [ 1 ]           |
| Robert Christgau | B               |
| Sputnikmusic     | 4.1 (Excellent) |
| Piero Scaruffi   | [ 4 ]           |
| OndaRock         | Pietra miliare  |

In Praise of Learning, pubblicato dalla Virgin Records nel 1975, è il secondo album realizzato in collaborazione dai due gruppi musicali Henry Cow e Slapp Happy.
Fu il terzo e ultimo album pubblicato da Henry Cow per la Virgin: da allora il gruppo rifiutò ulteriori relazioni con l'industria discografica, si auto-finanziò altri due album e proseguì l'impegno politico e i concerti in Europa, stabilendo contatti con altri gruppi musicali politicamente attivi a sinistra (gli italiani Stormy Six, i belgi Univers Zero, gli svedesi Samla Mammas Manna e i francesi Etron Fou Leloublan) dai quali avrebbe avuto origine, nel dicembre del 1978, il collettivo Rock in Opposition.

## Produzione e composizione
Prima che l'album fosse completato gli Slapp Happy si sciolsero: la loro cantante Dagmar Krause confluì stabilmente negli Henry Cow mentre suo marito Anthony Moore e Peter Blegvad si ritirarono dal gemellaggio fra i due gruppi, di fatto ponendovi fine. Ciò spiega perché il disco, a differenza del precedente Desperate Straights, sul fronte copertina rechi scritto soltanto «Henry Cow» e riprenda nella grafica il calzino dipinto da Ray Smith, già apparso sulle copertine dei primi due LP di quel gruppo, Leg End e Unrest. Nelle note inoltre i musicisti sono elencati tutti assieme indistintamente e il nome «Slapp Happy» figura solo nei crediti di due tracce e sull'etichetta centrale del vinile.
Anche la quota compositiva del disco è a vantaggio degli Henry Cow, con il lungo brano Living in The Heart of the Beast di Tim Hodgkinson che occupa quasi interamente la prima facciata e Beautiful as the Moon – Terrible as an Army with Banners, della durata di 7 minuti, scritto da Fred Frith (musica) e Chris Cutler (testo).
Per il resto, il breve brano di apertura War — firmato da Blegvad e Moore — proviene dalle sedute di registrazione di Desperate Straights, tenutesi tre mesi prima, mentre le restanti due tracce (Beginning: The Long March e Morning Star) sono accreditate collettivamente a entrambe i gruppi in quanto brani strumentali di improvvisazione libera.
Oltre ai componenti le due formazioni, l'album vede ospiti il trombettista sudafricano Mongezi Feza e il sassofonista Geoff Leigh che era uscito dagli stessi Henry Cow all'inizio del 1974. Entrambi compaiono sul già citato brano War.

## Riferimenti politico-culturali
Il retro copertina dell'album cita una frase del cineasta John Grierson (1898-1972): «L'arte non è uno specchio, è un martello», ispirata a sua volta all'aforisma di Vladimír Majakovskij: «L'arte non è uno specchio per riflettere il mondo ma un martello per forgiarlo». I titoli di alcuni brani e quello dell'album stesso contengono precisi riferimenti storici o culturali, direttamente o indirettamente collegati al socialismo e al comunismo:
- In Praise of Learning cita l'omonima poesia di Bertolt Brecht del 1933 (titolo originale: Lob des Lernens, cioè «lode dell'imparare») la quale esorta il popolo all'alfabetizzazione in vista dell'auspicata presa del potere;[6]
- Beginning: The Long March allude all'evento della guerra civile cinese detto: «lunga marcia» (1934-1935) che consacrò di fatto il comandante Mao Zedong a leader del Partito Comunista Cinese;[6]
- Beautiful as the Moon e Terrible as an Army with Banners sono due frasi tratte da un passo del Cantico dei cantici (6,10); Chris Cutler, autore del testo, le rivolge simbolicamente al proletariato;[6]
- Morning Star, infine, è anche il nome un quotidiano di sinistra britannico;[6]

I testi dei brani contengono a loro volta esortazioni alla lotta di classe e all'azione contro il capitalismo come, ad esempio, l'ultima strofa di Living in the Heart of the Beast: 
let us all be as strong and as resolute. We're in the midst of
a universe turning in turmoil; of classes and armies of thought
making war – their contradictions clash and echo through time.»
Rendiamoci tutti egualmente forti e risoluti. Siamo nel mezzo
di un universo che ruota in subbuglio; di classi ed eserciti di pensiero

in guerra – le cui contraddizioni cozzano ed echeggiano nel tempo.»
(Tim Hodgkinson - Living in the Heart of the Beast)

In Beautiful as the Moon – Terrible as an Army with Banners, Chris Cutler scrive: 
(Chris Cutler - Beautiful as the Moon – Terrible as an Army with Banners)

## Tracce

### LP
Lato A
1. War – 2:24 (Anthony Moore, Peter Blegvad)
2. Living in the Heart of the Beast – 15:30 (Tim Hodgkinson)

Lato B
1. Beginning: The Long March (strumentale) – 5:58 (Henry Cow, Slapp Happy)
2. Beautiful as the Moon – Terrible as an Army with Banners – 7:00 (Chris Cutler, Fred Frith)
3. Morning Star (strumentale) – 6:02 (Henry Cow, Slapp Happy)

### CD(edizione del 1991)
1. War – 2:25
2. Living in the Heart of the Beast – 15:30
3. Beginning: The Long March – 6:26
4. Beautiful as the Moon – Terrible as an Army with Banners – 7:02
5. Morning Star – 6:05
6. Lovers of Gold (bonus track) – 6:28 (Cutler, Henry Cow, Slapp Happy)

## Formazione
Henry Cow
- Tim Hodgkinson – organo, clarinetto, pianoforte
- Fred Frith – chitarra, violino, xilofono, pianoforte
- John Greaves – basso, pianoforte
- Chris Cutler – batteria, radio
- Lindsay Cooper – fagotto, oboe

Slap Happy
- Dagmar Krause – voce
- Peter Blegvad – chitarra, voce, clarinetto
- Anthony Moore – pianoforte, strumenti elettronici e nastri

Altri musicisti
- Geoff Leigh – sassofono soprano (traccia: A1)
- Mongezi Feza – tromba (traccia: A1)
- Phil Becque – oscillatore (traccia: B2)

Note aggiuntive
- Henry Cow, Slapp Happy, Phil Becque – produttori
- Registrazioni effettuate a The Manor di Shipton–on–Cherwell, Oxfordshire nel febbraio 1975 (tranne il brano War, novembre 1974)[10]
- Phil Becque – ingegnere del suono
- Simon Heyworth – ingegnere del suono su War